# Rocablanca (Abella de la Conca)

Rocablanca, respecte del terme d'Abella de la Conca

Rocablanca, o Roca Blanca, és una cinglera del terme d'Abella de la Conca, en territori de la Rua, que penetra en el terme d'Isona, actualment del municipi d'Isona i Conca Dellà, tot dins de la comarca del Pallars Sobirà, i en el de la Baronia de Rialb, de la comarca de la Noguera.
El seu extrem nord arriba a tocar del poble de la Rua, i al seu nord-oest s'estén la partida de Rocablanca.

## Etimologia
Es tracta d'un topònim romànic modern, de caràcter descriptiu: el color de la roca que forma aquesta cinglera és molt proper al blanc.